# Małomice (gromada)
Małomice – dawna gromada, czyli najmniejsza jednostka podziału terytorialnego Polskiej Rzeczypospolitej Ludowej w latach 1954–1972.
Gromady, z gromadzkimi radami narodowymi (GRN) jako organami władzy najniższego stopnia na wsi, funkcjonowały od reformy reorganizującej administrację wiejską przeprowadzonej jesienią 1954 do momentu ich zniesienia z dniem 1 stycznia 1973, tym samym wypierając organizację gminną w latach 1954–1972.
Gromadę Małomice z siedzibą GRN w Małomicach (wówczas wsi) utworzono – jako jedną z 8759 gromad na obszarze Polski – w powiecie szprotawskim w woj. zielonogórskim na mocy uchwały nr V/26/54 WRN w Zielonej Górze z dnia 5 października 1954. W skład jednostki weszły obszary dotychczasowych gromad Małomice i Śliwnik ze zniesionej gminy Małomice w tymże powiecie. Dla gromady ustalono 24 członków gromadzkiej rady narodowej.
1 stycznia 1957 do gromady Małomice włączono obszar lasów państwowych o powierzchni około 2123,48 ha z miasta Szprotawa w tymże powiecie.
1 stycznia 1959 do gromady Małomice włączono obszar zniesionej gromady Chichy w tymże powiecie; tego samego dnia z gromady Małomice wyłączono miejscowość Małomice, tworząc z niej osiedle Małomice w tymże powiecie i województwie. Osiedle Małomice pozostało jednak nadal siedzibą gromady Małomice.
1 stycznia 1969 siedziba gromady Małomice, osiedle Małomice, otrzymało status miasta.
1 stycznia 1972 do gromady Małomice włączono tereny o powierzchni 135 ha z miasta Małomice oraz tereny o powierzchni 208 ha z miasta Szprotawa w tymże powiecie.
Gromada przetrwała do końca 1972 roku, czyli do kolejnej reformy gminnej. 1 stycznia 1973 w powiecie szprotawskim reaktywowano gminę Małomice (obecnie gmina Małomice należy do powiatu żagańskiego).